# Martin J. Beckmann
Martin Josef Beckmann (* 5. Juli 1924 in Ratingen; † 11. April 2017) war ein deutscher Wirtschaftswissenschaftler, dessen Werk sich unter anderem mit Wirtschaftsmathematik, Operations Research sowie regional- und verkehrsökonomischen Fragestellungen befasst. Er hatte Professuren an der Brown University, der Rheinischen Friedrich-Wilhelms-Universität Bonn und der Technischen Universität München inne. 1957 formulierten Tjalling C. Koopmans und Beckmann eine für die Standorttheorie relevante Variante des quadratischen Zuordnungsproblems, auch als Koopmans-Beckmann-Problem bekannt.

## Akademische Laufbahn
Beckmann studierte zunächst Mathematik und Physik an der Georg-August-Universität Göttingen. 1950 promovierte er in Nationalökonomie bei Walter Eucken an der Albert-Ludwigs-Universität Freiburg. Als Assistent von Leonhard Miksch beschäftigte er sich erstmals mit Regionalökonomie (in Form der deutschen Raumwirtschaftslehre), die seine weitere akademische Laufbahn prägte.
Ende 1950 ging er als Postdoktorand an die University of Chicago, an der zu diesem Zeitpunkt auch die Cowles Commission for Research in Economics, eine einflussreiche Forschergruppe um Tjalling C. Koopmans, angesiedelt war. 1955 bis 1956 war Beckmann Research Fellow am Center for Advanced Studies in the Behavioral Sciences an der Stanford University, bevor er an die Yale University wechselte, die inzwischen die Cowles Commission beheimatete. An der Brown University wurde Beckmann 1959 schließlich Professor. Zusätzlich zu dieser Stelle erhielt er 1963 einen Lehrstuhl für Ökonometrie und Unternehmensforschung der Universität Bonn, 1969 folgte er einem Ruf der Technischen Hochschule München, wobei er weiterhin parallel dazu Professor an der Brown University blieb. 1989 wurde er an beiden Universitäten emeritiert.
Beckmann gründete zusammen mit Hans P. Künzi im Jahr 1967 die Lecture Notes in Operations Research and Mathematical Economics, aus denen die Lecture Notes in Economics and Mathematical Systems hervorgingen.
Aus dem akademischen Umfeld von Beckmann sind zahlreiche bekannte Schüler hervorgegangen wie Karl Mosler u. a.

## Auszeichnungen und Ehrungen
Beckmann erhielt verschiedene Auszeichnungen, darunter 1983 die Founder's Medal der Regional Science Association und 1998 den August-Lösch-Ehrenring der Stadt Heidenheim an der Brenz. Die Universität Karlsruhe, die Universität Umeå und die Universität der Bundeswehr Hamburg verliehen ihm die Ehrendoktorwürde. 1958 wurde er gewähltes Mitglied (Fellow) der Econometric Society.

## Schriften (Auswahl)

### Monographien
- Martin J. Beckmann: Wirtschaftsordnung und Verteilung. Düsseldorf 1949, DNB 481808205, OCLC 74030450 (Dissertation Universität Freiburg, Rechts- und staatswissenschaftliche Fakultät, 15. Juli 1950, 90 Blätter, [Maschinenschrift]).
- Martin J. Beckmann, C. Bartlett McGuire, Christopher B. Winsten: Studies in the Economics of Transportation. Yale University Press, New Haven 1956.
- Martin J. Beckmann: Lineare Planungsrechnung: Linear programming (= Wirtschaftswissenschaft der Gegenwart I: Planungsforschung. Band 1). Fachverlag für Wirtschaftstheorie und Ökonometrie, Ludwigshafen am Rhein 1959.
- Martin J. Beckmann: Location Theory. Random House, New York 1968.
- Martin J. Beckmann, Hans P. Künzi: Mathematik für Ökonomen I: Differentialrechnung und Integralrechnung von Funktionen einer Veränderlichen (= Heidelberger Taschenbücher. Band 56). Springer, Berlin u. a. 1969.
- Martin J. Beckmann, Hans P. Künzi: Mathematik für Ökonomen II: Lineare Algebra (= Heidelberger Taschenbücher. Band 117). Springer, Berlin u. a. 1973.
- Martin J. Beckmann, Hans P. Künzi: Mathematik für Ökonomen III: Analysis in mehreren Variablen (= Heidelberger Taschenbücher. Band 235). Springer, Berlin u. a. 1984.
- Martin J. Beckmann, Tõnu Puu: Spatial Economics: Potential, Density, and Flow (= Studies in Regional Science and Urban Economics. Band 14). North-Holland, Amsterdam / New York 1985.
- Dieter Bartmann, Martin J. Beckmann: Lagerhaltung: Modelle und Methoden. Springer, Berlin u. a. 1989, ISBN 978-3-642-74786-1, doi:10.1007/978-3-642-74786-1.

### Aufsätze
- Martin J. Beckmann: A Continuous Model of Transportation. In: Econometrica. Band 20, Nr. 4, 1952, S. 643–660, doi:10.2307/1907646.
- Tjalling C. Koopmans, Martin Beckmann: Assignment Problems and the Location of Economic Activities. In: Econometrica. Band 25, Nr. 1, 1957, S. 53–76, doi:10.2307/1907742.
- Martin J. Beckmann: City Hierarchies and the Distribution of City Size. In: Economic Development and Cultural Change. Band 3, Nr. 3, 1958, S. 243–248.
- Martin J. Beckmann: On the Distribution of Urban Rent and Residential Density. In: Journal of Economic Theory. Band 1, Nr. 1, 1967, S. 60–67, doi:10.1016/0022-0531(69)90012-X.

## Weiterführende Literatur
- H. Hauptmann, W. Krelle, K. C. Mosler (Hrsg.): Operations Research and Economic Theory: Essays in Honor of Martin J. Beckmann. Springer, Berlin u. a. 1984, ISBN 978-3-540-13652-1.
- T. R. Lakshmanan, Peter Nijkamp (Hrsg.): Structure and Change in the Space Economy: Festschrift in Honor of Martin J. Beckmann. Springer, Berlin u. a. 1993, ISBN 3-540-56490-X.
- Gordon F. Mulligan: Martin Beckmann (1924–2017): Polymath Theorist. In: Peter Batey, David Plane (Hrsg.): Great Minds in Regional Science. Band 1. Springer, 2020, ISBN 978-3-03046156-0, S. 137–151, doi:10.1007/978-3-030-46157-7_9.

| Personendaten    | Personendaten                               |
| ---------------- | ------------------------------------------- |
| NAME             | Beckmann, Martin J.                         |
| ALTERNATIVNAMEN  | Beckmann, Martin Josef (vollständiger Name) |
| KURZBESCHREIBUNG | deutscher Wirtschaftswissenschaftler        |
| GEBURTSDATUM     | 5. Juli 1924                                |
| GEBURTSORT       | Ratingen, Deutsches Reich                   |
| STERBEDATUM      | 11. April 2017                              |